# 6933 Azumayasan
A 6933 Azumayasan (ideiglenes jelöléssel 1994 YW) a Naprendszer kisbolygóövében található aszteroida. Kobajasi Takao fedezte fel 1994. december 28-án.